# 파마구스타구

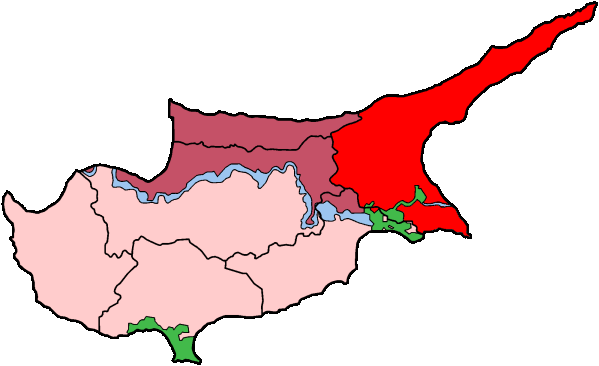
파마구스타구

파마구스타구(그리스어: Επαρχία Αμμοχώστου, 튀르키예어: Mağusa Bölgesi)는 키프로스를 구성하는 6개 구 가운데 하나로 행정 중심지는 파마구스타이다. 구 대부분은 1974년 터키의 키프로스 침공 이후부터 북키프로스의 실질적인 지배 상태에 있다. 구 남부 가운데 일부는 키프로스의 실질적인 지배 상태에 있으며 임시 행정 중심지를 파랄림니에 두고 있다.